# Palapag
Palapag ist eine philippinische Stadtgemeinde in der Provinz Northern Samar. Sie hat 34.286 Einwohner (Zensus 1. August 2015).

## Baranggays
Palapag ist politisch unterteilt in 32 Baranggays.
| - Asum (Pob.) - Bagacay - Bangon - Binay - Cabariwan - Cabatuan - Campedico - Capacujan - Jangtud - Laniwan (Pob.) - Mabaras | - Magsaysay - Manajao - Mapno - Maragano - Matambag - Monbon - Nagbobtac - Napo - Natawo - Nipa - Osmeña | - Pangpang - Paysud - Sangay - Simora - Sinalaran - Sumoroy - Talolora - Tambangan (Pob.) - Tinampo (Pob.) - Benigno S. Aquino, Jr. |

## Geschichte
Palapag war der Heimatort von Juan Ponce Sumuroy, der in den Jahren 1649 bis 1650 eine Rebellion gegen die spanischen Kolonialherren führte. Juan Ponce Sumuroy gehörte zum Volk der Waray. Der Hauptgrund für die sogenannte Sumuroy Rebellion war die gewaltsame Anwerbung von Arbeitern aus Eastern Visayas für die Arbeit in den Schiffswerften in Cavite.